# Newsham with Breckenbrough
Newsham with Breckenbrough – civil parish w Anglii, w North Yorkshire, w dystrykcie (unitary authority) North Yorkshire. W 2011 civil parish liczyła 128 mieszkańców.